# Ardacher II

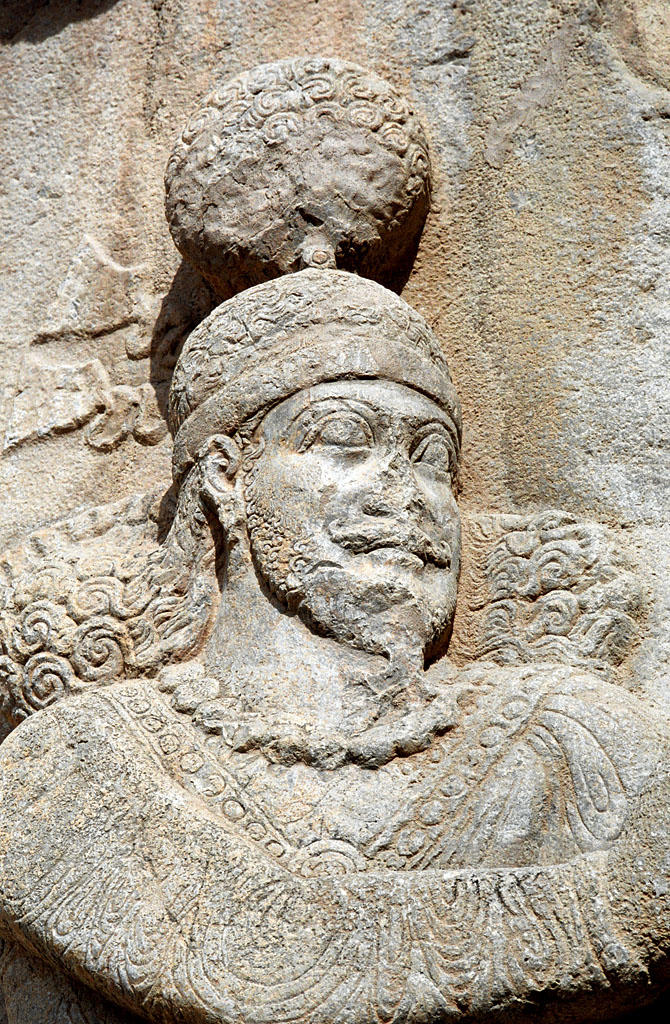
Ardacher II, rey sasánida del último cuarto del siglo IV.

Ardacher II, Ardashir II o Artajerjes II en las fuentes clásicas (en persa medio: , en persa moderno: اردشیر دوم), era medio hermano por parte de madre de Sapor II (rey en el período 309-379),.  durante el reinado del cual sirvió como shah (gobernador-rey) en Adiabene, región en el centro de la antigua Asiria, donde se dedicó a la persecución de los cristianos. Reinó entre los años 379 y 383.
A la muerte de Sapor, y con más de 70 años, Ardacher fue elevado al trono por los nobles y magnates, aunque cuatro años más tarde ellos mismos lo destronaron en favor de su sobrino Sapor III, hijo de Sapor II.